# Тауфер, Вено
Вено Тауфер, собственно Венчеслав Тауфер (словен. Veno Taufer,  Venčeslav Taufer; 19 февраля 1933, Любляна — 20 мая 2023, Тополшица, Шоштань) — словенский поэт, эссеист, драматург, переводчик, крупнейшая фигура литературной жизни Словении второй половины ХХ — начала XXI веков.

## Биография
Отец — леволиберальный активист, в годы Второй мировой войны участник партизанского движения, убит нацистами в 1943 году. Венцеслав во второй половине 1950-х учился в Люблянском университете, дебютировал стихами в студенческом журнале Трибуна (1956). Стал центром кружка интеллектуалов, противостоявших официальной культурной политике, соредактором первого независимого Журнала 57. Журнал был закрыт властями, Тауфер подвергнут тюремному заключению. В начале 1960-х короткое время работал на телевидении, ставил спектакли в альтернативном театре Oder 57, сотрудничал с альтернативным журналом Перспективы. В 1966—1970 работал в Лондоне на BBC. В 1980-х стал одним из основателей журнала Новое обозрение. В 1987 вошёл в Комитет по защите прав человека, активно участвовал в процессах демократизации страны. Один из основателей одной из первых некоммунистических партий — Словенского демократического союза. В десятилетие Югославских войн участвовал в организации гуманитарной помощи, вместе с Драго Янчаром, Нико Графенауэром и другими доставлял эту помощь в осажденное Сараево.

## Творчество
Испытал влияние европейского модернизма — от Бодлера до Паунда. Его стихотворный сборник Песенник со старыми словами (1975) назвали первым памятником словенского постмодернизма.
Переводил стихи Джерарда Мэнли Хопкинса, Кавафиса, Уильяма Батлера Йейтса, Томаса Стернза Элиота, Уоллеса Стивенса, Джеффри Хилла, Томаса Венцловы и других.

## Произведения

### Стихи
- Свинцовые звёзды/ Svinčene zvezde (1958)
- Узник свободы/ Jetnik prostosti (1963)
- Задачи и упражнения/ Vaje in naloge (1969)
- Podatki (1972)
- Prigode (1973)
- Pesmarica rabljenih besed (1975)
- Ravnanje žebljev in druge pesmi (1979)
- Сонеты/ Sonetje (1979)
- Tercine za obtolčeno trobento (1985)
- Водяные знаки/ Vodenjaki (1986)
- Осколки песен/ Črepinje pesmi (1989)
- Nihanje molka (1994)
- Тихие оды/ Še ode (1996)
- Пряди/ Kosmi (2000)
- Rotitve (2003)
- Письмо в бутылке/ Pismo v steklenici (2006)

### Драмы
- Prometej ali tema v zenici sonca (1964)
- Odisej in sin ali svet in dom (1990)

### Эссе
- Ob londonskem gledališkem poldnevniku (1970)
- Avantgardna in eksperimentalna gledališča (1975)
- Odrom ob rob (1977)
- Zvenčanje verig (2004)

## Публикации на русском языке
- Поэзия Словении. XX век / Сост. А. Романенко. — М.: Художественная литература, 1989.
- Стихи в переводе [[Кружков, Григорий Михайлович|Григория Кружкова]]. Дата обращения: 16 декабря 2012.
- Из века в век. Словенская поэзия / Сост. С. Н. Гловюк, М. Голья, Н. Графенауэр, С. Добровец, Ж. В. Перковская. — М.: Пранат, 2008.

## Признание
Премия Фонда Прешерна за поэзию (1975), премия Прешерна за жизненное достижение (1996) и др. награды. Председатель Ассоциации писателей Словении (с 2011).